# Monte la Speluca
Il monte la Speluca è un rilievo dei Monti Reatini che si trova nel Lazio, nella provincia di Rieti, nel comune di Cittareale.